# Ctonia (ninfa)
Ctonia (in greco antico: Χθονία?, Chthonía) è un personaggio della mitologia greca, una delle sette ninfe figlie del gigante Alcioneo, dette Alcionidi.
Le altre sei sono Alcippe, Antea, Asteria, Metone, Drimo e Pallene.

## Mitologia
Il padre Alcioneo fu ucciso da Eracle e Ctonia in seguito alla sua morte, in preda alla disperazione, decise assieme alle sue sorelle di porre fine alla propria esistenza gettandosi da un'alta rupe.
La dea Anfitrite, presa da compassione per il gesto, trasformò le ragazze in alcioni.
(Suda, s.v. Giorni di Alcione)